# Кузнечная
Кузне́чная (чув. Анат Çĕрпӳкасси) — деревня в Красночетайском районе Чувашской Республики. Входит в состав Староатайского сельского поселения.

## География
Находится в северо-западной части Чувашии на расстоянии приблизительно 17 км на восток от районного центра села Красные Четаи.

## История
Известна с 1858 года как околоток деревни Аказина (ныне Верхнее Аккозино), когда здесь было 44 двора и 199 жителей. В 1897 году было учтено 295 жителей, в 1926 — 81 двор, 390 жителей, в 1939—392 жителя, в 1979—318. В 2002 году было 78 дворов, в 2010 — 67 домохозяйств. В 1931 году был образован колхоз «Волна», в 2010 действовал колхоз «Свобода».

## Население
Постоянное население составляло 206 человек (чуваши 100 %) в 2002 году, 170 в 2010.